# Roc du Puits de la Neige
Le roc du Puits de la Neige (en catalan : roc del Pou de la Neu) est une montagne de 1 288 mètres d'altitude située entre les communes de Maçanet de Cabrenys (Espagne) et de Céret (France). Il est aussi appelé le Têton des Salines en raison de sa forme.